# O Invasor
 (juin 2019).
Si vous disposez d'ouvrages ou d'articles de référence ou si vous connaissez des sites web de qualité traitant du thème abordé ici, merci de compléter l'article en donnant les références utiles à sa vérifiabilité et en les liant à la section « Notes et références ».
Pour plus de détails, voir Fiche technique et Distribution.
O Invasor est un film brésilien du genre dramatique réalisé en 2002 par Beto Brant. C'est une adaptation du livre éponyme, écrit par Marçal Aquino. En novembre 2015, le film est inclus dans la liste établie par l'Association brésilienne des critiques de cinéma (Abraccine) des 100 meilleurs films brésiliens de tous les temps.
En 2019, le réalisateur français Roschdy Zem réalisa un remake.

## Résumé
O Invasor raconte l'histoire de trois amis, se connaissant depuis l'école d'ingénieur, partenaires dans une entreprise de construction depuis plus de 15 ans. Tout se passe bien jusqu'au jour où un désaccord dans la conduite des affaires les met en conflit. D'un côté, Estevão (George Freire), partenaire majoritaire, menace de défaire la société car celle-ci n'accepte pas de négocier avec le gouvernement ; d’autre part, Ivan (Marco Ricca) et Gilberto (Alexandre Borges) s’entendent pour éliminer leur partenaire, persuadés qu’ils seront en mesure de diriger l'entreprise eux-mêmes, après la mort d’Estevão. Pour cela, ils embauchent Anísio (Paulo Miklos), un tueur à gages, qui exécute le service.
C'est le début d'une nouvelle phase pour Ivan et Gilberto et aussi d'un cauchemar inattendu : Anísio a des projets d'ascension sociale et envahit peu à peu la vie des deux amis, les confrontant au processus de violence qu'ils ont déclenché.

## Distribution
- Marco Ricca : Ivan Soares
- Alexandre Borges : Gilberto
- Mariana Ximenes : Marina
- Paulo Miklos : Anísio
- Malu Mader : Cláudia
- George Freire : Estevão
- Chris Couto : Cecília
- Sabotage : Sabotage

## Récompenses
O Invasor a fait ses débuts dans les festivals en 2001, remportant les prix du meilleur film au festival du film de Recife et du meilleur réalisateur au festival du film de Brasilia. L'année suivante, il est commercialisé dans les salles de cinéma après avoir participé à plusieurs festivals internationaux et remporté le prix du meilleur film latino-américain au Festival de Sundance.
- Festival du film de Sundance 2012 : prix dans la catégorie du meilleur film latino-américain.
- Festival de Brasilia : prix dans les catégories meilleure direction, meilleure bande son, prix critique, prix d'acquisition de MinC, prix São Saurê (meilleur moment du festival) et prix spécial du jury d'acteur de révélation (Paulo Miklos).
- Cine PE - Festival audiovisuel 2002 : prix dans les catégories du meilleur film, du meilleur réalisateur, de la meilleure photographie, du meilleur score, du meilleur acteur (Marco Ricca) et de la meilleure actrice dans un second rôle (Mariana Ximenes).
- Prix du cinéma brésilien BR Great Prize 2003 : prix dans les catégories du meilleur second rôle masculin (Paulo Miklos), de la meilleure actrice secondaire (Mariana Ximenes) et de la meilleure bande originale.

Nommé dans les catégories meilleur réalisateur, meilleur acteur (Alexandre Borges et Marco Ricca), meilleure direction artistique, meilleure photographie et meilleurs costumes.
- Trophée APCA 2003 : prix dans la catégorie du meilleur film.